# Yekaterina Rogovaya
Yekaterina Rogovaya –en ruso, Екатерина Роговая– (7 de octubre de 1995) es una deportista rusa que compite en ciclismo en la modalidad de pista.
Ganó dos medallas de oro en el Campeonato Europeo de Ciclismo en Pista, en los años 2019 y 2020, ambas en la prueba de velocidad por equipos.

## Medallero internacional
| Campeonato Europeo | Campeonato Europeo        | Campeonato Europeo | Campeonato Europeo    |
| Año                | Lugar                     | Medalla            | Competición           |
| ------------------ | ------------------------- | ------------------ | --------------------- |
| 2019               | Apeldoorn ( Países Bajos) | Medalla de oro     | Velocidad por equipos |
| 2020               | Plovdiv ( Bulgaria)       | Medalla de oro     | Velocidad por equipos |

1. 1 2  Compitió en la ronda de clasificación.